# Phế cầu khuẩn
Phế cầu khuẩn (Streptococcus pneumoniae) là một loài vi khuẩn Gram dương thuộc chi Streptococcus.
S. pneumoniae cư trú nhưng không gây ra bệnh trong mũi họng của người khỏe mạnh. Tuy nhiên, ở những người nhạy cảm, chẳng hạn như người già và suy giảm miễn dịch và trẻ em, vi khuẩn có thể gây bệnh.
S. pneumoniae là nguyên nhân chính của viêm phổi lây nhiễm cộng đồng và viêm màng não ở trẻ em và người già, và nhiễm trùng huyết ở người nhiễm HIV. Mặc dù tên gọi là phế cầu khuẩn, loài này lại gây ra nhiều loại bệnh nhiễm trùng phế cầu khuẩn khác với viêm phổi. Các bệnh phế cầu khuẩn xâm lấn bao gồm viêm xoang cấp tính, viêm tai giữa, viêm kết mạc, viêm màng não, nhiễm khuẩn huyết, nhiễm trùng huyết, viêm tủy xương, viêm khớp nhiễm khuẩn, viêm nội tâm mạc, viêm phúc mạc, viêm màng ngoài tim, viêm mô tế bào, và áp xe não..
S. pneumoniae là một trong những nguyên nhân phổ biến nhất của bệnh viêm màng não ở người lớn và thanh thiếu niên, cùng với Neisseria meningitidis, và là nguyên nhân hàng đầu của bệnh viêm màng não ở người lớn ở Hoa Kỳ. Nó cũng là một trong hai chủng đầu được tìm thấy trong nhiễm trùng tai, tai giữa, viêm phổi phế cầu khuẩn là phổ biến hơn ở trẻ em và người già rất cao tuổi.

## Phát hiện và miêu tả
S. pneumoniae được Louis Pasteur phân lập đầu tiên ở Pháp vào năm 1880 từ mủ áp-xe. Năm 1883, Talamon (người Pháp) phát hiện phế cầu khuẩn trong đờm, trong máu và trong khối viêm phổi của bệnh nhân và mô tả nó. Vai trò của phế cầu gây viêm màng não cấp đã được Netter phát hiện vào năm 1909 khi quan sát thấy hội chứng nhiễm trùng thần kinh trung ương ở một số người bệnh có triệu chứng viêm phổi nặng.